# Monadologia
Monadologia és una obra de Gottfried Wilhelm Leibniz dedicada a les mònades o substàncies primàries, escrita en 90 aforismes i breus explicacions en prosa. Cada mònada (terme ja usat a la filosofia grega) seria un ens material programat per actuar d'una determinada manera i interaccionar amb les altres mònades. Aquesta programació original justifica el paper de Déu com a creador del món i lluita contra el dualisme extrem (ja que totes les mònades són part d'un U).
Les mònades no poden ser separades dels cossos a què donen origen, existeixen com a abstracció i essència d'aquests (idealisme) i justifiquen el paper de cada ésser al món. Les mònades, per tant, tenen realitat matemàtica (unitat del càlcul), física, metafísica, psicològica (actuen com a idees innates) i biològica. La seva principal qualitat és la percepció, que les ajuda a relacionar-se amb les altres, i l'autopercepció en el cas de formar part d'éssers racionals.

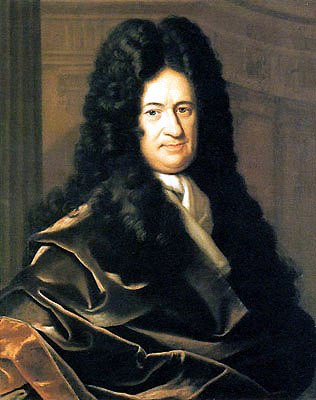
Leibniz autor de la "Monadologia"

## Origen del terme
La paraula mònada ve de la paraula grega μονάς monás que significa, com a substantiu, "unitat", i com adjectiu, "solitari" o "aïllat".

## Característiques de les mònades

### La unitat de les mònades
Una mònada és l'element més petit en què es pot dividir una cosa real. En aquesta afirmació es podria veure una semblança amb els àtoms de què parlava Demòcrit; no obstant això, hi ha una gran diferència i és que les mònades no són materials sinó energètiques. Per això també les anomena "punts metafísics".

### L'agrupació de mònades
Tot ésser real està format per una suma de mònades. Per explicar-ho, fa servir una comparació del món de les matemàtiques: tal com una línia està formada per una suma de punts metafísics, així passa amb qualssevol ésser del món real.
Hi ha dos tipus d'agrupació de mònades:
- Per juxtaposició, és a dir, una al costat de l'altra. Aquesta és la forma d'agrupament pròpia dels éssers inorgànics.
- Per jerarquia, la qual cosa implica que hi ha una mònada superior a les altres del seu grup i que assumeix la funció organitzadora. Aquesta seria la forma d'agrupament pròpia dels éssers orgànics. La mònada superior, o "mònada rectora", rep el nom d'entelèquia (terme d'influència aristotèlica) quan parlem d'éssers vegetals, i es diu ànima quan parlem d'animals.

### Percepció i apetència
La percepció consisteix en un procés cognoscitiu, mentre que l'apetència és una tendència natural de les mònades que les impulsa a passar d'una percepció a una altra. Tant la percepció com l'apetència són fenòmens que succeeixen sense que les mònades en siguin conscients. En aquest sentit s'ha dit que Leibniz va ser un precursor de Sigmund Freud quant a la seva teoria de l'inconscient.

### Propietats de les mònades
- Són ingenerables: Van ser creades per Déu i des d'aleshores no se n'han creat més.
- Són indestructibles: Només Déu les podria destruir. Aquesta propietat juntament amb l'anterior porta a la conclusió que a l'univers hi ha un nombre constant de mònades.
- Són inextensibles: Aquesta propietat es deriva de la definició en la qual diu que no són unitats materials sinó energètiques. Els éssers reals són percebuts com a extensos, és a dir, sembla que ocupen un espai, però en realitat no són així.
- Són indivisibles i estan aïllades: Encara que s'agrupen per a formar éssers, no es comuniquen entre elles, concretament l'autor diu que "no tenen portes ni finestres", de manera que una mònada no pot influir en una altra per molt pròxima que estigui.
- Cada mònada representa a petita escala tot l'univers.

## Les mònades dels éssers humans
Les mònades que formen els éssers humans s'agrupen a partir d'una mònada rectora que, a diferència dels altres animals, no s'anomena ànima sinó esperit. L'esperit seria el causant que els éssers humans tinguem una percepció més clara i conscient, és a dir una "apercepció" de la realitat. L'esperit humà estaria dotat de memòria, voluntat i enteniment.

## Les mònades i Déu
Déu està format per una sola mònada, i es tracta d'una mònada especial, car és perfecta.

## Comparació amb el càlcul infinitesimal
Partint de l'afirmació que cada mònada representa l'univers en petita escala, es dedueix que si estudiem una mònada, podem arribar a conèixer tot l'univers. Però per a poder estudiar una cosa tan petita caldria fer servir el càlcul infinitesimal. És per això que alguns autors han vist una equivalència entre la Monadologia i aquesta part de les matemàtiques, que també va ser objecte d'estudi per part de Leibniz:
| MÓN REAL  | MATEMÀTIQUES               |
| --------- | -------------------------- |
| Univers   | Integral                   |
| Mònada    | Derivada                   |
| Percepció | Diferencial de la funció   |
| Apetència | Diferencial de la variable |

## Les mònades en altres autors

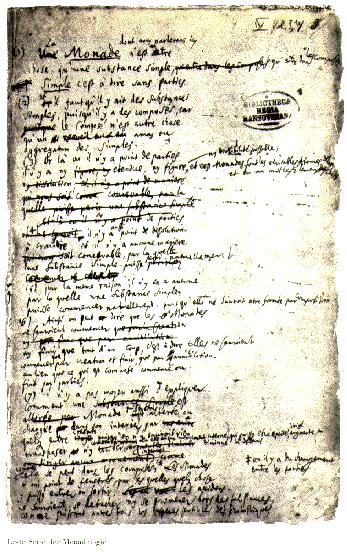
Pàgina de la Monadologia de Lebiniz.

### Anteriors a Leibniz
Entre els pitagòrics, especialment Filolau de Crotona i Arquites de Tàrent la mònada designava la unitat original de la qual deriven els deu primers nombres naturals.
Plató deia que les seves idees eren mònades (=unitats), en la mesura en què cada idea (la justícia, la bellesa, l'abella, etc.) són una forma sense multiplicitat ni canvi, un model únic, un principi d'existència i de coneixement.
Espeusip argumentava que el primer principi és l'U per sobre del ser, i que la mònada era el principi de l'essència dels nombres.
La majoria de neoplatònics, com Sirià d'Alexandria, Nicòmac Gerasè i Iàmblic de Calcis, van assimilar el concepte d'unitat al de mònada. Per als neoplatònics cristians (Théodoric de Chartres, Domingo Gundisalvo), la mònada servia per a designar Déu com a unitat última i essencial.
Joan Evangelista afirmava que la Mònada és l'Esperit-Pare.
Nicolau de Cusa fa servir la paraula mònada per referir-se a «un microcosmos, una unitat en miniatura, un mirall del tot».
El 1591 Giordano Bruno va escriure dos poemes en llatí que tractaven sobre la mònada: De triplici minimo i De monade, numero et figura. En aquests escrits es referia a entitats mínimes indivisibles que componien la matèria i a través de la matèria Déu faria fluir la raó.
Van Helmont, contemporani i amic de Leibniz, havia escrit el 1693 una obra titulada Seder olam sive Ordo seculorum, on presentava el món governat per un sol principi de vida que s'estenia des de la "mònada" central i eterna (Déu) fins a les coses infinitament divisibles i sotmeses a l'explicació mecànica. Com que Leibniz no va publicar la seva "Monadologia" fins al 1714, podria ser que l'obra del seu amic hagués estat una font d'inspiració.

### Posteriors a Leibniz
Christian Wolff (1679-1754) va adoptar en la seva metafísica el concepte de mònada que havia fet servir Leibniz amb algunes modificacions. Wolff parlava d'"elements primers", sense qualitat metafísica, en el seu treball "Monadenstreit", pel qual l'Acadèmia de Ciències de Berlín el va guardonar el 1747.
Immanuel Kant (1724-1804), en la seva Crítica de la raó pura, concep les mònades com quelcom físic i, per tant, sense ànima, és a dir, com esferes que omplen l'espai amb forces d'atracció i repulsió.
Fora de l'àmbit pròpiament de la Filosofia, també hi trobem el terme mònada:
Johann Friedrich Herbart (1776-1841) fa servir mònada sobre qualsevol tipus d'ésser, també l'ànima. Karl Marx, en la seva obra sobre La qüestió jueva del 1844, diu que la llibertat de l'home és com una mònada aïllada. El metge Rudolf Virchow (1821-1902) anomenava mònades a les cèl·lules del cos humà.
En la filosofia de la natura, basada en el concepte d'espai de Newton, la paraula mònada té un significat totalment oposat al de Leibniz, com per exemple en W. Krause. L'espai i un cos ponderable no poden existir l'un al costat de l'altre com dos subsistemes independents del cosmos, però el cos de cadascun és envoltat pel mateix espai compartit infinitament estès. En aquest sentit Stjepan Mohorovičić hi va veure una relació amb la teoria de la relativitat d'Albert Einstein.